# Triodopsis platysayoides
Triodopsis platysayoides é uma espécie de gastrópode da família Polygyridae.
É endémica dos Estados Unidos da América.